# Филипа Ланкастър (кралица на Португалия)
Вижте пояснителната страница за други личности с името Филипа Ланкастър.
Филипа Ланкастър (на английски: Filippa of Lancaster; на португалски: Filipa de Lancastre) е английска принцеса от рода на Ланкастърите и кралица на Португалия чрез брака си с крал Жуау I Португалски.

## Произход и ранни години
Родена е на 31 март 1360 г. в замъка Хартфорд, Хартфордшър, Англия. Тя е дъщеря на Джон Гонт, първи херцог на Ланкастър, и на Бланш Ланкастърска. Прекарва детството си, пътувайки между различните владения на родителите ѝ. Възпитавана е заедно с по-малката ѝ сестра Елизабет и по-малкия ѝ брат Хенри, който по-късно става крал на Англия.
Майката на Филипа умира от чума през 1369 г., след което баща ѝ се жени за кастилската инфанта Констанца, след чиято смърт през 1394 г. Джон Гонт взима за трета съпруга своята бивша любовница Катрин Суинфорд, която по-рано е била и гувернантка на Филипа. Третият брак на баща ѝ скандализира обществото и носи голям срам на семейството – нещо, от което Филипа се опитва да се опази през по-нататъшния си живот. Въпреки това отношенията между Катрин и заварените деца на съпруга ѝ са били добри.
Катрин е близка на известния поет Джефри Чосър, който е женен за сестра ѝ, благодарение на което домът на Ланкастър става патрон на известния поет, който прекарва много време със семейството като един от менторите и учителите на Филипа и нейните братя и сестри. Така Филипа получава завидно за времето ѝ образование – нетипично за момичетата от висшите слоеве по онова време, тя получава уроци по различни науки, философия, теология и поезия. Запозната е с произведенията на древните гръцки и римски философи и поети.

## Кралица на Португалия

### Брак с Жуау I
След поражението, което кастилският крал Хуан I претърпява от португалците в битката при Алжубарота на 13 август 1385 г., бащата на Филипа и втората му съпруга се възползват от отслабените позиции на Кастилия и предявяват претенции към короната ѝ. На следващата година семейството се отправя на експедиция в Кастилия, където трябвало да привлече подкрепа от страна на местните барони. За да засилят позициите си в борбата за престола, през 1386 г. Ланкастър се съюзяват с Португалия, сключвайки династичен съюз, насочен срещу алианса между Франция и Кастилия. Договорът, който двете страни подписват в Уиндзор на 9 май 1386 г., е скрепен с династичен брак между португалския крал Жуау I и Филипа Ланкастър, което поставя началото на легендарния англо-португалски алианс, запазил се до средата на 20 век. Годениците получават църковна благословия на 2 февруари 1387 г., а официалната церемония по бракосъчетанието се състои на 14 февруари, след което последвали петнадесетдневни тържества. Съгласно старата португалска традиция, Филипа се омъжва за португалския крал по доверие, а негов представител пред олтара е Жуа, Родеригеш де Са. Една от причините Жуау I да вземе за съпруга дъщерята на Гонт е и страхът, че бъдещият крал на Кастилия, за какъвто Джон Гонт бил смятан, можело да оспори правата на младата португалска кралска династия върху властта в Португалия, чиито територии били обект на претенции от страна на Кастилия.
Типично за аристокрацията от средните векове, бракът между Филипа и португалския крал е изцяло въпрос на държавна политика, а младоженците се срещнали едва след като изминали дванадесет дни от венчавката. Според всеобщото мнение Филипа била доста обикновена на вид и със своите двадесет и седем години – прекалено възрастна, за да встъпва в брак за първи път, което поставяло под съмнение способността ѝ да роди наследници на краля. От друга страна, крал Жуау дълго време имал любовница – Инеш Переш Еставеш, от която имал три незаконни деца. Синът им Афонсо е на 10 години, когато баща му се жени за Филипа. Филипа позволява Афонсо и сестра му Беатриш да останат в кралския двор, но принуждава майка им да се оттегли в манастир, където чрез подкрепата на Филипа тя става приориса.
Въпреки съмненията, които кралският двор имал спрямо плодовитостта на кралицата, Филипа ражда на крал Жуау I девет деца, шест от които доживяват зряла възраст.

### Влияние в двора
Въпреки че Филипа е смятана за идеален символ на царствено благочестие, а общественото мнение по това време не приемало за благоприлично една жена да се меси в делата на съпруга си, още в самото начало на брака си тя придобива достатъчно голямо влияние както в португалския, така и в английския двор, и взема активно участие в международната политика.
Част от съхранената ѝ кореспонденция доказва, че кралицата често изпраща писма от Португалия в Англия и по този начин се намесва пряко в английската политика. Така например Филипа се намесва във вътрешните дела на английския кралски двор, заставайки зад последователите на детронирания английски крал Ричард II, когато те потърсили помощта ѝ, след като брат ѝ Хенри IV узурпира английския торн. Друг случай, при който кралицата проявява политическа активност, е, когато тя убеждава прочутия граф Аръндел да се ожени за незаконната дъщеря на съпруга ѝ Беатриш, за да се подсили допълнително съюзът между Англия и Португалия.
Главният политически принос на кралицата обаче е в полза на Португалия. След като Португалия прекратява участието си в конфликтите с Кастилия и маврите, португалската икономика започва да запада, тъй като множество рицари остават без работа. Филипа първа се досеща, че завладяването на Сеута ще стимулира Португалия, която по този начин ще контролира търговията с африкански и индийски подправки.
Въпреки че Филипа умира преди осъществяването на тези планове, Португалия изпраща експедиции за завладяването на града, а опитите ѝ се увенчават с успех на 14 август 1415 г. след битката за Сеута.

### Смърт
Филипа Ланкастър умира от чума на 19 юли 1415 г. Малко след като се разболява, кралицата се премества от Лисабон в Сакавен, където събира децата си, за да им даде последна благословия. На тримата си по-големи сина Филипа подарява мечове, инкрустирани със скъпоценни камъни, за да им служат в битките, както и частици от Честния кръст, призовавайки ги да пазят вярата и да изпълняват дълга си.
Въпреки неохотата, с която се жени за нея, постепенно кралят започва да изпитва силни чувства към съпругата си и дори се твърдяло, че той бил толкова разстроен от заболяването на съпругата си, че не можел нито да се храни, нито да спи.
В последния си час кралицата била спокойна и не изпитвала болки. Според легендата тя била събудена от силен вятър, който духал срещу дома ѝ. Когато на въпроса ѝ било отговорено, че това е северен вятър, кралицата се зарадвала, изтъквайки, че този вятър щял да помогне на съпруга и сина ѝ, които плавали за Африка – пътешествие, което Филипа организирала. Смъртта я заварва, заобиколен от свещеници, с които кралицата се молела. Според свидетелства, тя умира тихо, без болки, а след като издъхнала, на лицето ѝ се появила лека усмивка.

## Деца
- Бланш (13 юли 1388 – 6 март 1389);
- Афонсу Португалски (30 юли 1390 – 22 декември 1400)
- Дуарте (31 октомври 1391 – 13 септември 1438), 11-и крал на Португалия през 1433 – 1438 години;
- Педру Португалски (9 декември 1392 – 20 май 1449), 1-ви херцог на Коимбра (1415 – 1449), регент на Португалия (1440 – 1448)
- Енрике Мореплавателя (4 март 1394 – 13 ноември 1460), 1-ви херцог де Визеу (1415 – 1460), известен в историята като Енрике Мореплавателя;
- Изабела Португалска (21 февруари 1397 – 11 декември 1471), съпруга на Филип III Добрия, херцог на Бургундия;
- Бланш (11 април 1398 – 27 юли 1398);
- Жуау Португалски (13 януари 1400 – 18 октомври 1442); 10-и магистър на Ордена Сантяго (1418 – 1442) и 3-ти конетабъл на Португалия (1431 – 1442)
- Фернанду Португалски (29 септември 1402 – 5 юни 1443), магистър на орден Авис. Фернанду е заловен от арабите и умира в плен в град Фез.

- Дуарте
син
- Педру де Коимбра
- Енрике Мореплавателя
син
- Изабела Португалска
дъщеря
- Инфант Жуау
син
- Инфант Фернанду
син